# Jessica Green (actrice)
Pour les articles homonymes, voir Jessica Green et Green.
Jessica Green (née le 11 février 1993 en Tasmanie) est une actrice et mannequin australienne.

## Carrière
Jessica a commencé sa carrière de mannequin à l’âge de 14 ans. Elle est connue pour être l'égérie et l’ambassadrice de nombreuses grandes marques australiennes telles que Lorna Jane, Triumph Australia, Cellini, Sin Eyewear et Oscar Oscar Hairdressers.
Après avoir incarné des rôles secondaires dans quelques films et séries télévisées, elle obtient son premier rôle principal en 2012 en incarnant Kiki dans la série Lightning Point. En 2016, elle est choisie par Netflix pour incarner la reine Cléopâtre lors de la deuxième saison de la série Roman Empire. L'année suivante, elle joue un rôle mineur dans le cinquième opus de Pirates des Caraïbes : Pirates des Caraïbes : La Vengeance de Salazar. Entre 2018 et 2021, elle tient le rôle principal de la série The Outpost.

## Filmographie

### Cinéma
- 2014 : Rise : Amber
- 2015 : Red Billabong Rouge : Rebecca
- 2017 : Pirates des Caraïbes : La Vengeance de Salazar : Townswoman
- 2023 : Air de Ben Affleck : Katrina Sainz

### Télévision
- 2012 : Lightning Point : Kiki
- 2016 : Roman Empire[3] : Cléopâtre
- 2018-2021 : The Outpost : Talon
- 2024 : The Librarians: The Next Chapter : Charlie Cornwall